# La meccanica
La meccanica è un romanzo dello scrittore italiano Carlo Emilio Gadda. Ideato a partire dal 1928, alcuni brani vennero pubblicati nel 1932 sulla rivista «Solaria». L'opera venne però pubblicata in volume solo nel 1970.
Nell'anno della pubblicazione, il libro ha vinto il Premio Selezione Campiello.

## Trama
Questo romanzo parla di Zoraide che è sposata con Luigi Pessina, un malato operaio socialista che lavora presso la Società Umanitaria a Milano. Quando l'uomo parte per la prima guerra mondiale, Zoraide diventa l'amante di un giovane borghese chiamato Franco Velaschi, che partirà anch'egli per la guerra sul fronte trentino. In guerra, i destini dei due uomini si incrociano quando Luigi, ormai malato gravemente, viene portato da Franco in ospedale a Vicenza. Da lì Luigi si reca dalla moglie, che sapeva essere in quella stessa città con la propria famiglia, ma entrando in casa trova Zoraide a letto con l'amante.
Il romanzo è un affresco della vita milanese e italiana a cavallo della Prima Guerra Mondiale, e delle reazioni tra pacifisti e interventisti.

## Vicenda editoriale
Gadda scrisse la maggior parte dell'opera, inizialmente intitolata La passione della meccanica, tra l'ottobre 1928 e il marzo 1929, tranne il capitolo 4, che aveva scritto nell'agosto 1924. Tre brani apparvero su «Solaria» nel 1932, coi titoli "Le novissime armi", "Papà e mamma" e "L'armata se ne va". Questi estratti poi riapparvero in Novelle dal Ducato in fiamme nel 1953 e negli Accoppiamenti giudiziosi nel 1963. 
L'opera completa apparve solo nel 1970 presso Garzanti, senza partecipazione da parte di Gadda. In essa compaiono solo i cinque capitoli considerati finiti dall'autore. Solo nel 1989 nella nuova edizione, curata da Dante Isella, sono stati pubblicati, in base all'ultima lezione dell'abbozzo, anche i tre capitoli finali del romanzo, non condotti allo stadio di elaborazione dei primi cinque (Carlo Emilio Gadda, La meccanica, in Idem, Romanzi e racconti, II, a cura di G. Pinotti, D. Isella, R. Rodondi, Garzanti, Milano 1989).

## Edizioni
- La Meccanica, Milano, Garzanti, febbraio 1970,  p. 148.
- La Meccanica, Collana I Bianchi, Garzanti, 1974.
- Romanzi e racconti II, Collana I Libri della Spiga: Opere di Carlo Emilio Gadda, Garzanti, 1989.
- La meccanica, a cura di Dante Isella, Collana Gli elefanti.Narrativa, Garzanti, 1991, ISBN 88-11-66708-9.